# John Rothman (Schauspieler)
John Mahr Rothman (* 3. Juni 1949 in Baltimore, Maryland) ist ein US-amerikanischer Schauspieler und Autor mit einer über 44 Jahre andauernden Karriere auf der Bühne und vor der Kamera.

## Leben
Rothman ist der Sohn von Elizabeth D. Davidson und dem Rechtsanwalt Donald N. Rothman und wurde in Baltimore im US-Bundesstaat Maryland geboren. Er ist der ältere Bruder von Tom Rothman, dem Vorstandsvorsitzenden von Sony Pictures Entertainment und ehemaligen Co-Vorsitzenden der Fox Film Corporation, er ist Schwager der Schauspielerin Jessica Harper und Cousin zweiten Grades von Glenn Shadix.
Nach seiner Schulzeit studierte er an der Wesleyan University, die er mit einem Bachelor abschloss, und an der Yale School of Drama, die er mit einem Master in Fine Arts beendete.
Rothman lebt mit seiner Frau Susan Bolotin, ehemalige Herausgeberin und Redaktionsleiterin von Workman Publishing, in New York City. Seine Tochter Lily Rothman ist stellvertretende Chefredakteurin des Time-Magazins und sein Sohn Noah B. Rothman ist Gründungspartner von Canopy Media Partners.

## Karriere
Rothman begann seine Karriere auf der Bühne. Im Sommer 1973 war er Leiter einer Jugendtournee durch Europa, später spielte Rothman die Hauptrolle in seinem eigenen Bühnenstück The Impossible H. L. Mencken (dt. Der unmögliche H. L. Mencken) am Off-Broadway in New York City. Dort spielte er unter anderem 1981 in The Buddy System und 2005 in The Argument. Es folgten über die Jahre mehrere Auftritte am Broadway sowie in weiteren Off-Broadway-Produktionen.
Eine erste Rolle vor der Kamera hatte er 1980 als Jack Abel in Stardust Memories von Woody Allen. Es folgten Haupt- und Nebenrollen in zahlreichen Filmen, Fernsehfilmen und Fernsehserien. Bekannt wurde er 2005 mit Couchgeflüster – Die erste therapeutische Liebeskomödie an der Seite von Uma Thurman, Meryl Streep und Bryan Greenberg sowie 2015 als Bill mit der Fernsehserie One Mississippi. Wiederkehrende Rollen hatte er in Fernseh- und Miniserien wie Gleichheit kennt keine Farbe als Jack Greenberg, in Stephen Kings Schöne Neue Zeit als Dr. Ackerman, in Birdland als Dr. Alan Bergman, in 100 Centre Street als Dr. Diamond, in Rescue Me als Bud, in Springfield Story als Richter Joe Green, als Finanzminister in Kings, als Richter Edward Kofax in Law & Order: Special Victims Unit und als Mortimer Sackler in der Miniserie Painkiller. Er hatte auch eine Nebenrolle im Film Untreu im Jahr 2002.
2003 schrieb und produzierte er den Kurzfilm Good Night Valentino. 2024 war er in Ghostbusters: Frozen Empire sowie als Governor George Clinton in Lost Nation zu sehen. Rothman war neben der Arbeit auf der Bühne und vor der Kamera auch als Sprecher tätig, beispielsweise im Jahr 2013 für das Computerspiel Grand Theft Auto V.
John Rothman war Mitglied des Vorstands der SAG-AFTRA, ist Mitglied des New Yorker Vorstands der Schauspielergewerkschaft und Mitglied auf Lebenszeit von The Actors Studio. Zudem ist er Mitglied des Ensemble Studio Theater und der Actors Center Company.
Im deutschen Sprachraum wurde Rothman unter anderem von Ingo Albrecht, Thomas Amper, Claus Brockmeyer, Frank Ciazynski, Wolfgang Condrus, Hans-Jürgen Dittberner, Werner Ehrlicher, Mathias Einert, Dirk Galuba, Rainer Gerlach, Norbert Gescher, Henning Gissel, Roland Hemmo, Andreas Hosang, Rüdiger Joswig, Joachim Kaps, Matthias Klages, K.Dieter Klebsch, Uli Krohm, Randolf Kronberg, Reinhard Kuhnert, Michael Lesch, Holger Mahlich, Dieter Memel, Andreas Müller, Michael Pan, Eberhard Prüter, Thomas Rauscher, Peter Reinhardt, Frank Röth, Bernd Rumpf, Frank-Otto Schenk, Stefan Staudinger, Kai Taschner, Bodo Wolf und Hans-Jürgen Wolf synchronisiert.

## Filmografie (Auswahl)

### Film
- 1980: Stardust Memories
- 1982: Sophies Entscheidung
- 1983: Zelig
- 1984: Ghostbusters – Die Geisterjäger
- 1984: How to Be a Perfect Person in Just Three Days (Fernsehfilm)
- 1984: My Hometown (Kurzfilm)
- 1985: The Purple Rose of Cairo
- 1986: Sodbrennen
- 1986: Landscape with Waitress (Fernsehfilm)
- 1987: Faustrecht – Terror in der Highschool
- 1987: Hello Again – Zurück aus dem Jenseits
- 1988: Big
- 1988: Der Preis des Erfolges
- 1988: My First Haircut (Kurzfilm)
- 1989: Zweites Glück
- 1989: Bluthunde am Broadway
- 1991: Gleichheit kennt keine Farbe
- 1991: Zur Hölle, Mrs. Love!
- 1992: Mom I Can Do It (Mamma ci penso io)
- 1993: Stage Fright – Eine Gurke erobert Hollywood
- 1993: Streets of New York
- 1993: Gettysburg
- 1993: Mr. Wonderful
- 1993: Where the Rivers Flow North
- 1995: Copykill
- 1996: Wer ist Mr. Cutty?
- 1996: Versprochen ist versprochen
- 1996: Childhood’s End
- 1997: Der gebuchte Mann
- 1997: Das letzte Attentat
- 1997: Im Auftrag des Teufels
- 1998: The Mob – Der Pate von Manhattan (Fernsehfilm)
- 1998: Ausnahmezustand
- 1998: Das Fenster zum Hof (Fernsehfilm)
- 1999: Two Ninas
- 1999: 24 Nights
- 2000: Mary und Rhoda (Fernsehfilm)
- 2000: Dinner Rush
- 2000: Pollock
- 2000: Woman Found Dead in Elevator (Kurzfilm)
- 2000: Freeware (Kurzfilm)
- 2001: Ohne Worte
- 2001: Plan B
- 2001: Kate & Leopold
- 2002: Untreu
- 2002: Meine ersten zwanzig Millionen
- 2003: Good Night Valentino (Kurzfilm)
- 2003: Daredevil
- 2003: Easy
- 2004: Willkommen in Mooseport
- 2004: Knots – Liebesbande
- 2004: The Door in the Floor – Tür der Versuchung
- 2004: I Heart Huckabees
- 2004: New York Taxi
- 2005: Brooklyn Lobster
- 2005: Couchgeflüster – Die erste therapeutische Liebeskomödie
- 2005: Voll verarscht – Dabei sein ist alles
- 2006: Flug 93
- 2006: Der Teufel trägt Prada
- 2006: Der große Bluff
- 2007: Dark Matter
- 2007: Arranged
- 2007: Day Zero
- 2007: Ein einziger Augenblick
- 2007: Verwünscht
- 2008: Zufällig verheiratet
- 2008: Synecdoche, New York
- 2008: The Understudy
- 2008: Der Tag, an dem die Erde stillstand
- 2009: Adam – Eine Geschichte über zwei Fremde. Einer etwas merkwürdiger als der Andere.
- 2009: Greta
- 2010: New Media (Kurzfilm)
- 2011: Choose
- 2012: Game Change – Der Sarah-Palin-Effekt (Fernsehfilm)
- 2012: Abraham Lincoln Vampirjäger
- 2012: Hitchcock
- 2013: Northern Borders
- 2013: Grand Theft Auto V (Videospiel)
- 2014: Für immer Single?
- 2014: Affluenza
- 2015: The Real American (Kurzfilm)
- 2015: Miracle Polish (Kurzfilm)
- 2015: Peter and John
- 2015: Stealing Chanel
- 2015: Her Composition
- 2016: Good Kids – Apfelkuchen war gestern
- 2016: My Art
- 2017: Fits and Starts
- 2017: The Honey Bee (Kurzfilm)
- 2018: Hot Air
- 2019: The Report
- 2019: Bombshell – Das Ende des Schweigens
- 2020: Sales Per Hour (Kurzfilm)
- 2020: Nocturne
- 2021: Blood Brothers
- 2021: Small Engine Repair
- 2022: Call Jane
- 2023: Hochzeit auf Umwegen
- 2024: Ghostbusters: Frozen Empire
- 2024: Lost Nation

### Fernsehen
- 1981: Ryan’s Hope
- 1982: Nurse
- 1985–1987: Geschichten aus der Schattenwelt
- 1987: Spenser
- 1990–2010: Law & Order
- 1991: Stephen Kings Schöne Neue Zeit
- 1993: Class of ’96
- 1993: New York Cops – NYPD Blue
- 1994: Birdland
- 1997: Screen One
- 1998: Dellaventura
- 1998: From the Earth to the Moon (Miniserie)
- 1999: Trinity
- 1999: Third Watch – Einsatz am Limit
- 2000: Deadline
- 2001: 100 Centre Street
- 2004: Arrested Development
- 2005: Für alle Fälle Amy
- 2006: Conviction
- 2006: Rescue Me
- 2007–2009: Springfield Story
- 2009: Damages – Im Netz der Macht
- 2009: Kings
- 2009: Criminal Intent – Verbrechen im Visier
- 2010: Bored to Death
- 2011: The Onion News Network
- 2011: Private Practice
- 2011: Hindsight News
- 2011: Chaos
- 2011: The Whole Truth
- 2012: White Collar
- 2012: Blue Bloods – Crime Scene New York
- 2014: Elementary
- 2014: Detective Laura Diamond
- 2014–2019: Law & Order: Special Victims Unit
- 2015–2017: One Mississippi
- 2016: Deadbeat
- 2017: Suits
- 2019: Bull
- 2022: The Blacklist
- 2022: Narcissa (Podcast)
- 2023: Painkiller (Miniserie)
- 2023: Julia

## Theater (Auswahl)
- 1976: Das Lusitania Songspiel / Titanic (15 Van Dam, Off-Broadway, New York City)[5][6]
- 1980: The Impossible H. L. Mencken (American Place Theatre, Off-Broadway, New York City)[5][6]
- 1981: The Buddy System (Circle in the Square Downtown Theatre, New York City)[5][6]
- 1983: Becoming Memories (South Street Theatre, Off-Broadway, New York City)[5][6]
- 1986–1987: Social Security (Ethel Barrymore Theatre, Broadway, New York City)[4][5]
- 1990: Some Americans Abroad (Vivian Beaumont Theater, Broadway, New York City)[4][5]
- 1990: Some Americans Abroad (Mitzi E. Newhouse Theater, Off-Broadway, New York City)[5][6]
- 1995: Death Defying Acts (Variety Arts Theatre, Off-Broadway, New York City)[5][6]
- 1999: Goodnight Children Everywhere (Playwrights Horizons, Off-Broadway, New York City)[5][6]
- 2001: Good Thing (Theater at St. Clement’s Church, Off-Broadway, New York City)[5][6]
- 2004: The Mysteries (East 13th Street/CSC Theatre, Off-Broadway, New York City)[5][6]
- 2004: Rodney’s Wife (Playwrights Horizons, Off-Broadway, New York City)[5][6]
- 2005: The Argument (Vineyard Theatre, New York City)[5][6]
- 2007: Prelude to a Kiss (American Airlines Theatre, Broadway, New York City)[4][5]
- 2011–2012: Relatively Speaking (Brooks Atkinson Theatre, Broadway, New York City)[4][5]
- 2013: Breakfast at Tiffany’s (Cort Theatre, Broadway, New York City)[4][5]
- 2013: Romeo and Juliet (East 13th Street/CSC Theatre, Off-Broadway, New York City)[5][6]
- 2018: Nassim (New York City Center / Stage II, Off-Broadway, New York City)[5][6]